# 栃木県道243号小山城内線

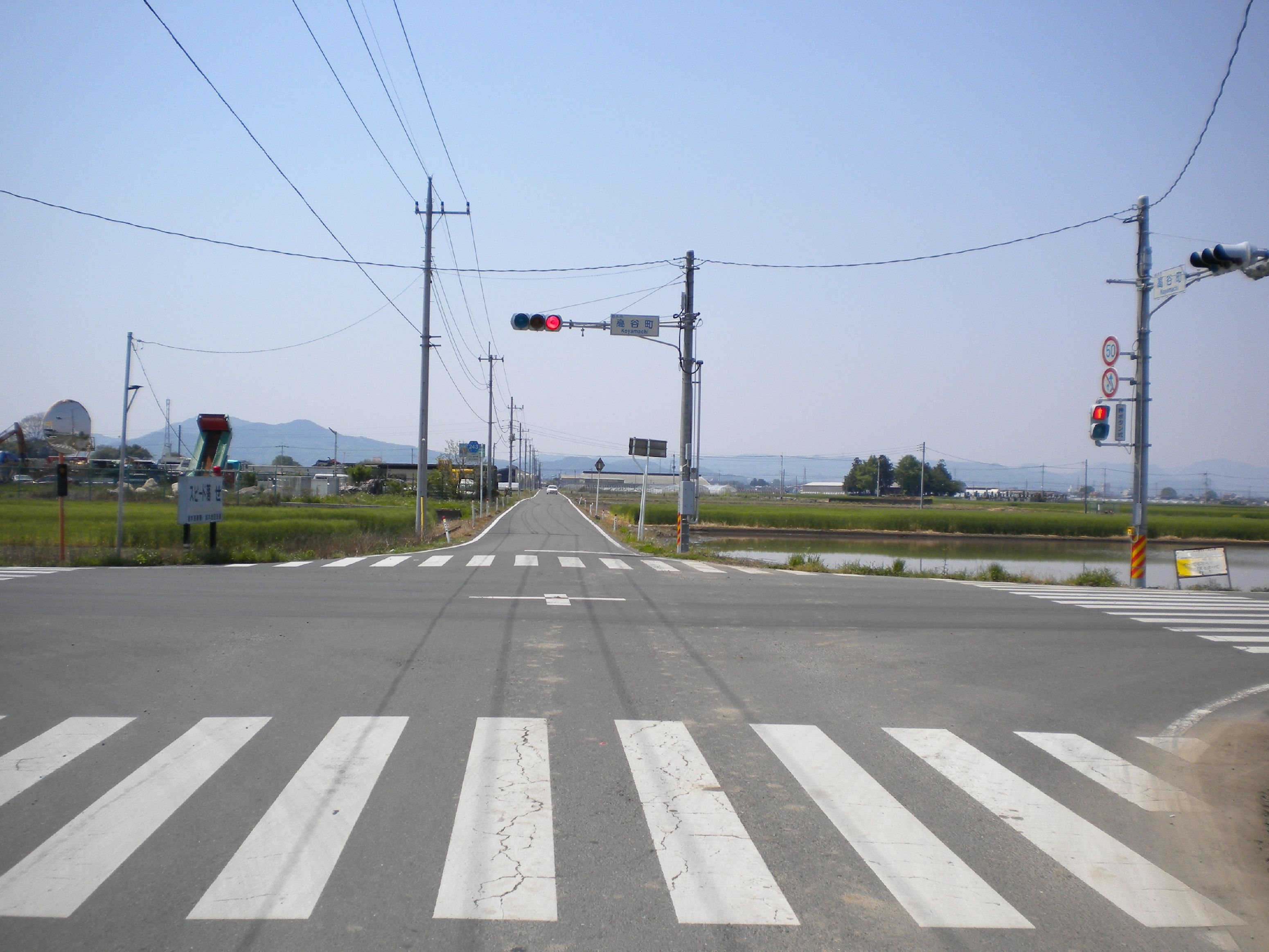
栃木市高谷町付近

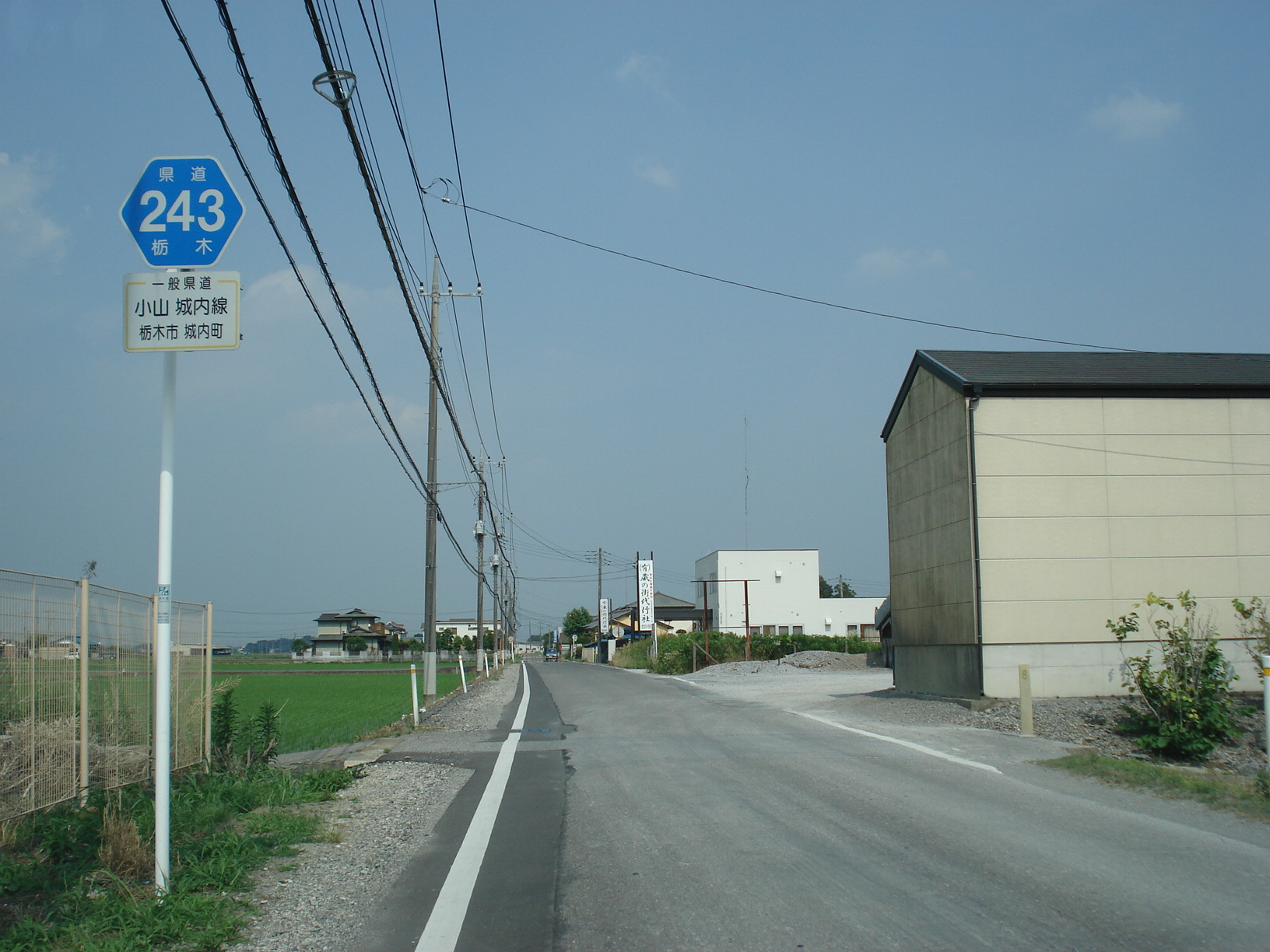
栃木市城内町（終点）付近

栃木県道243号小山城内線（とちぎけんどう243ごう おやまじょうないせん）は、栃木県小山市と栃木市を結ぶ一般県道である。

## 概要
小山市北部から両毛線の北部を通り栃木市市街地の南東部に至る路線。以前は栃木県道74号羽川栃木線の一部であり（現在、栃木県道74号は塩谷喜連川線が指定されている）、現在も小山環状線と合わせ栃木市街地と小山市桑地区（旧桑村）を連絡する役割を持つ。

## 路線データ
- 総延長：3.511km
- 実延長：3.511km[1]
- 起点：栃木県小山市大字小薬（栃木県道33号小山環状線、栃木県道296号小山都賀線交点）
- 終点：栃木県栃木市城内町2丁目（栃木県道31号栃木小山線交点）
- 認定：1994年（平成6年）4月1日

## 交差する道路
- 下都賀西部広域農道（小山市大字小薬・高谷町交差点）

## 歴史
- 1961年（昭和36年）4月1日 - 主要地方道羽川栃木線として認定。
- 1994年（平成6年）4月1日 - 小山市小薬以東が新設された主要地方道小山環状線に割譲され、小薬 - 栃木市間が一般県道小山城内線として再認定される。